# フランクフルト地下鉄
フランクフルト地下鉄 (フランクフルトちかてつ、独: U-Bahn Frankfurt) は、ドイツの都市であるフランクフルト・アム・マインの地下鉄である。フランクフルト市交通公社（Stadtwerke Verkehrsgesellschaft Frankfurt am Main、略称VGF）が市内の路面電車・路線バスと共に運営している。

## 概要

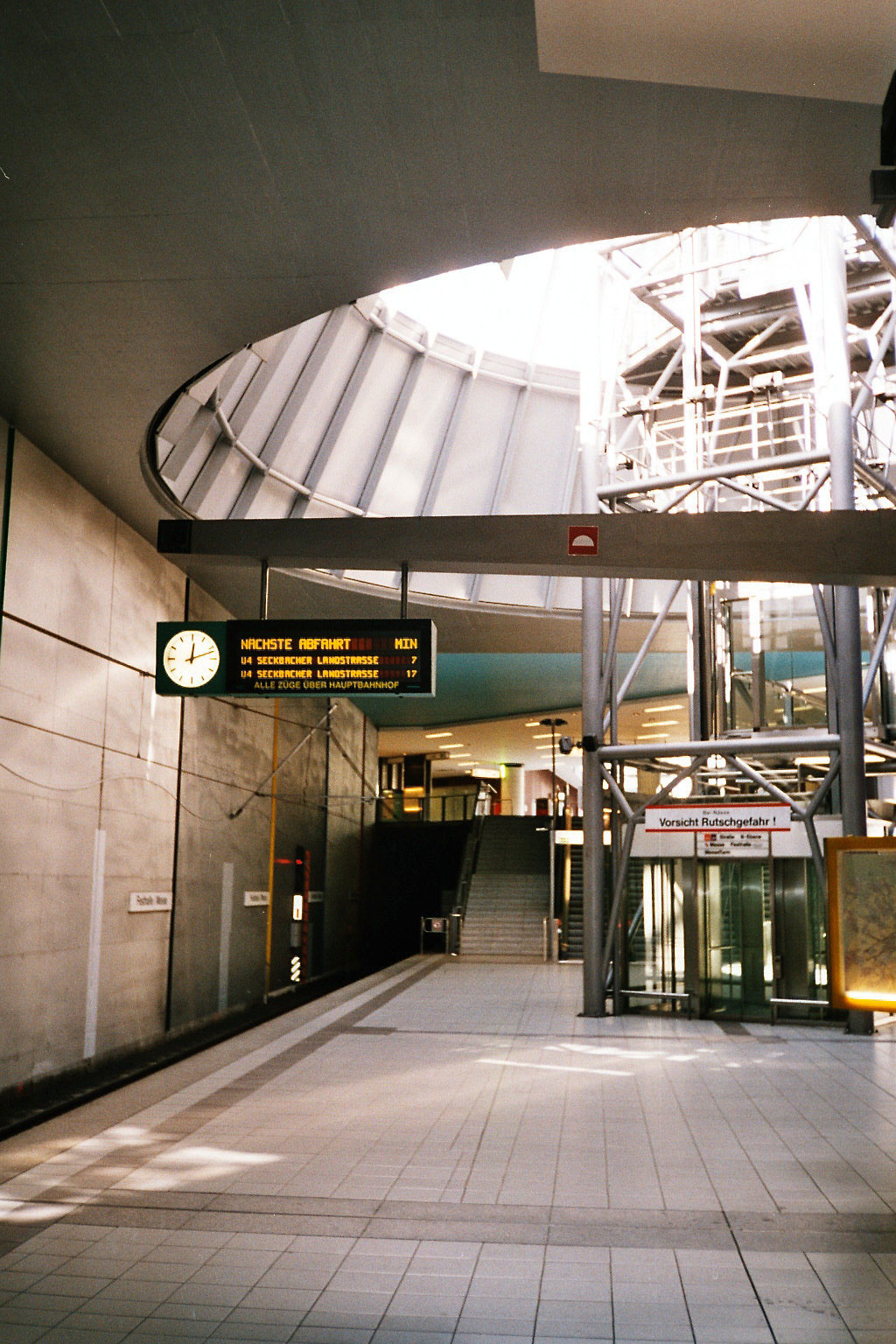
フェストハレ・メッセ駅 (U4)（2004年9月）

3路線9系統（A - C線、U1 - U9系統）を有し、全長は65キロメートル。軌間は1,435 mm、使用電力は直流600 Vで架線集電式である。
その正式名称と、過去に地下のみを走行する路線も存在したことから「地下鉄」に一応分類される。しかし日本などの多くの地下鉄、あるいはドイツでもミュンヘン地下鉄やベルリン地下鉄などとは異なり、路面電車を高規格化する形で構築された。
この方式は、後に西ドイツ各地に広まり、シュタットバーン (Stadtbahn) と呼ばれるようになる。現在、地下を走るのは都心部のみで、郊外では路面電車、または通常の高速鉄道となり、全区間で地下を走行する系統はない。
駅数は86で、このうち27駅が地下駅で59駅が地上駅。地上駅の中には併用軌道上の停留所も含まれる。

## 路線
第二次世界大戦後の復興が進む中で、従来の路面電車網での輸送に限界が見えだした。輸送力増強の方策として当初はモノレールの導入が検討されたが、路面電車との互換性や相互乗り入れによるネットワーク維持の観点からシュタットバーン方式が採用され、「レールのない街」をスローガンに新たな地下鉄交通網整備の計画が建てられた。これに基き、1963年に着工され、1968年10月4日、現在のU1系統の一部、ハウプトヴァッヘ - 北西センターが開業した。従来の路面電車およびそれに乗り入れる郊外電車の都心部路線を地下線に切り替えたものである。その後も建設、延伸が進められている。
A線を走行するもの
- U1系統：フランクフルト南駅 - ヴィリー・ブラント広場 - ハウプトヴァッヘ - ヘッデルンハイム - ツァイルヴェーク - ギンハイム
- U2系統：フランクフルト南駅 - ヴィリー・ブラント広場 - ハウプトヴァッヘ - ヘッデルンハイム - カールバッハ - ニーダーエシュバッハ - バート・ホンブルク/ゴンツェンハイム
- U3系統：フランクフルト南駅 - ヴィリー・ブラント広場 - ハウプトヴァッヘ - ヘッデルンハイム - ツァイルヴェーク - オーバーウルゼル - ホーエマルク
- U8系統：フランクフルト南駅 - ヴィリー・ブラント広場 - ハウプトヴァッヘ - ヘッデルンハイム - ニーダーウルゼル - リートベルク
- U9系統：ギンハイム - ニーダーウルゼル - リートベルク - カールバッハ - ニーダーエシュバッハ

フランクフルト南駅を起点に、市街中心地を地下線で北上、ドルンブッシュから道路中央の専用軌道を走行する。
ヘッデルンハイムから高速鉄道となり同時にU2系統を分岐、次のツァイルヴェークでU3系統を分岐する。U1系統は終点のギンハイムまでフランクフルト市内だが、U2、U3系統は田園地帯を走行し、他の自治体に入る。U2系の統点バート・ホンブルク/ゴンツェンハイムはゴンツェンハイム、U3系統の終点ホーエマルクはオーバーウルゼルである。
なおU3系統はドイツ鉄道と接続するオーバーウルゼル駅から再び道路中央の専用軌道となり、末端区間には単線部分も存在する。
なお、2010年にU3系統のニーダーウルゼルとU2系統のカールバッハを結ぶ新線（地上線）が開業した。これに伴い、新たにU3系統から分岐する形でU8系統が、またU1系統のギンハイムからこの新線を経由してU2系統のニーダーエシュバッハを結ぶU9系統が新設された。
車庫はヘッデルンハイム (Heddernheim) に工場併設の大規模なものがあるほか、ボマースハイム (Bommersheim) に小規模なものがある。将来的にはU2をバート・ホンブルクまで延長することが計画されている。
B線を走行するもの
- U4系統：ボッケンハイマー・ヴァルテ - フランクフルト中央駅 - ヴィリー・ブラント広場 - コンスターブラーヴァッヘ - ゼックバッハーラント通り - シェフレ通り - エンクハイム
- U5系統：コンスターブラーヴァッヘ - プロインゲスハイム

U4系統は市街西部のボッケンハイマー・ヴァルテを起点に、フランクフルト中央駅前、コンスターブラーヴァッヘを経由し、市内東部のゼックバッハーラント通りに至る。その先で地上に出てシェフレ通りでU7系統に合流、エンクハイムに至る。長らく、1980年に開業したゼックバッハーラント通り止まりで全線地下を走る唯一の系統だったが、2008年に延長された。
U5系統は、U4系統とフランクフルト中央駅 - コンスターブラーヴァッヘを共用していたが、2023年12月からコンスターブラーヴァッヘ始発に変更され、中央駅へは乗り入れなくなった。コンスターブラーヴァッヘからは地上への接続線を通って路面電車となり、市内北東部のプロインゲスハイムに至る。またフランクフルト中央駅から西に向かって、旧貨物駅跡のオイローパ地区まで延伸工事が行われている。
なお、ボッケンハイマー・ヴァルテ - フランクフルト中央駅は正式にはD線であり、現在は暫定的にU4系統が乗り入れている状態である。
将来は、ボッケンハイマー・ヴァルテから北へ伸ばし、ギンハイムでU1系統と接続する予定である。
車庫はU4系統のゼックバッハーラント通り附近に東車庫がある。またU5系統のエッケンハイマーラント通り附近にも車庫が存在し、こちらはU1からU3系統への連絡線を有する。
C線を走行するもの
- U6系統：ハウゼン - インドゥストリーホーフ - ボッケンハイマー・ヴァルテ - ハウプトヴァッヘ - コンスターブラーヴァッヘ - 動物園 - フランクフルト東駅
- U7系統：ヘール通り - インドゥストリーホーフ - ボッケンハイマー・ヴァルテ - ハウプトヴァッヘ - コンスターブラーヴァッヘ - 動物園 - エンクハイム

U6・U7系統は市の西側、それぞれヘール通りとハウゼンを起点とする。両系統が合流するインドゥストリーホーフまでは道路中央の専用軌道を走行、その先は地下鉄となり中心市街を横断する。市街東部の動物園で再度分岐しU6線は、次のフランクフルト東駅で終点となる。一方U7系統はヨハンナ・テッシュ広場から再び地上の専用軌道もしくはセンターリザベーションとなり、市内東部のエンクハイムを終点とする。なお、途中、ハウプトヴァッヘ - コンスターブラーヴァッヘではドイツ鉄道の通勤電車（Sバーン）と一体構造の複々線となっており、特に、コンスターブラーヴァッヘ駅は方向別ホームとなっている。

D線を走行するもの
- U4系統：フランクフルト中央駅 - ボッケンハイマー・ヴァルテは、DIと称されている。
- U8＆U9系統：ニーダーウルゼル - リートベルクは、DIIIと称されている。

車庫は先述の東車庫のほか、ヘール通りの近くにこれら地下鉄の中央工場を備える。
なお、上記以外に非営業の回送線が存在し、地下鉄同士、あるいは路面電車と接続している。

## 車両

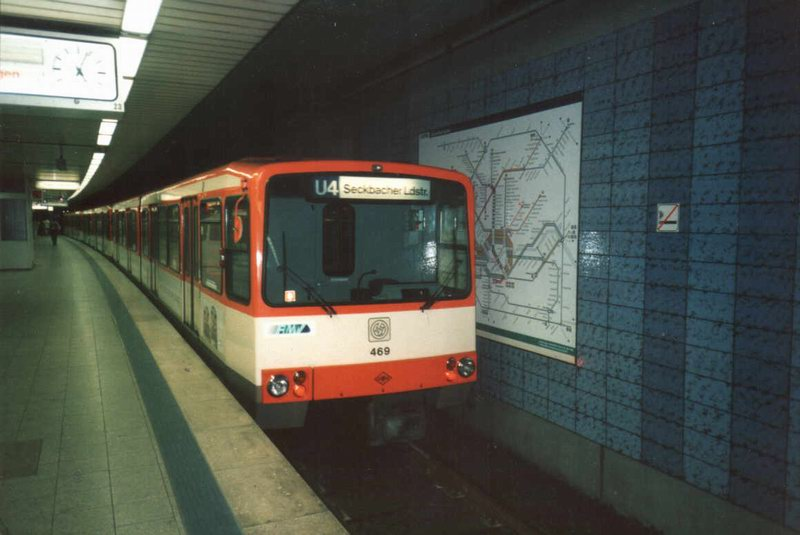
U3形(登場時)
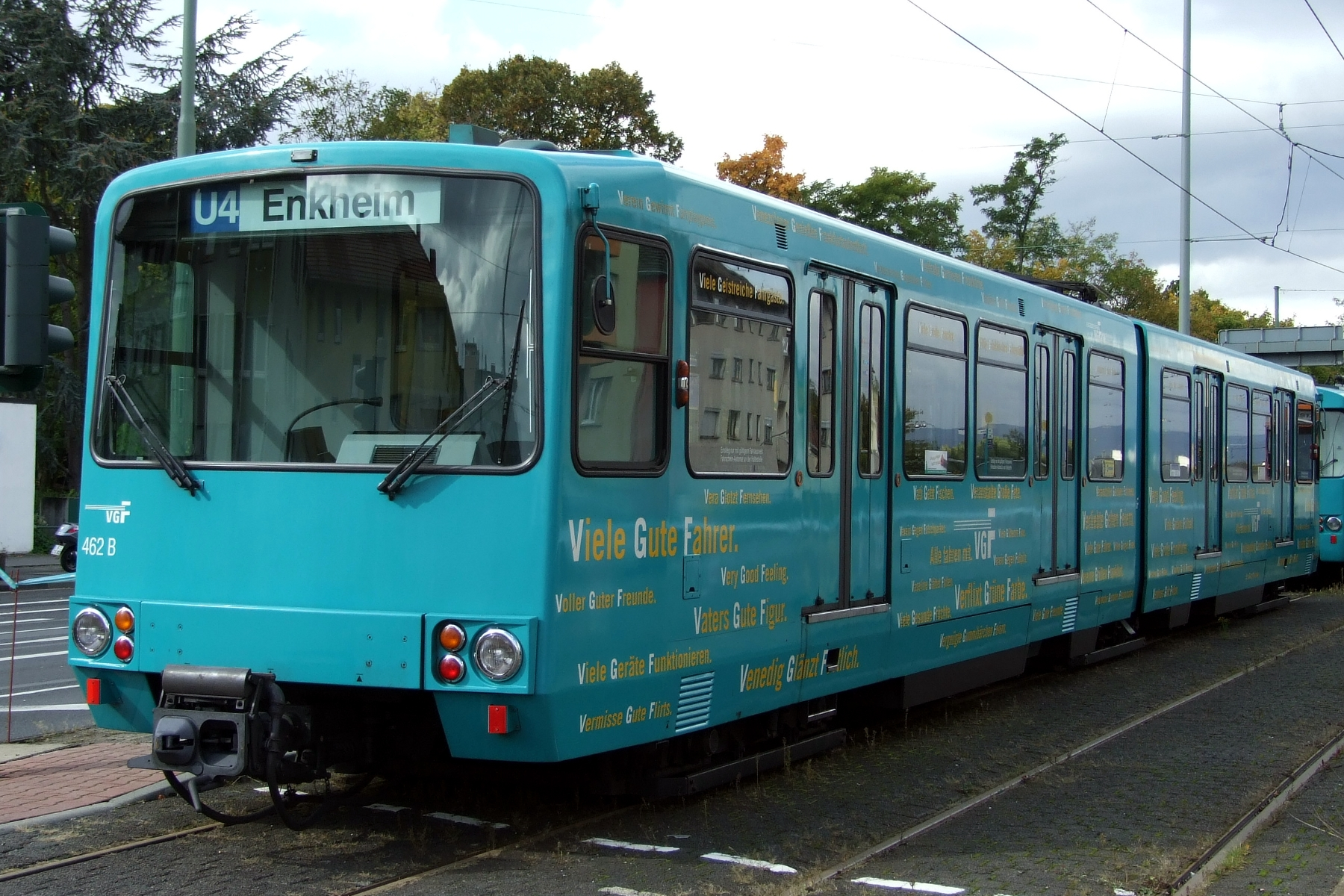
U3形(現塗装)

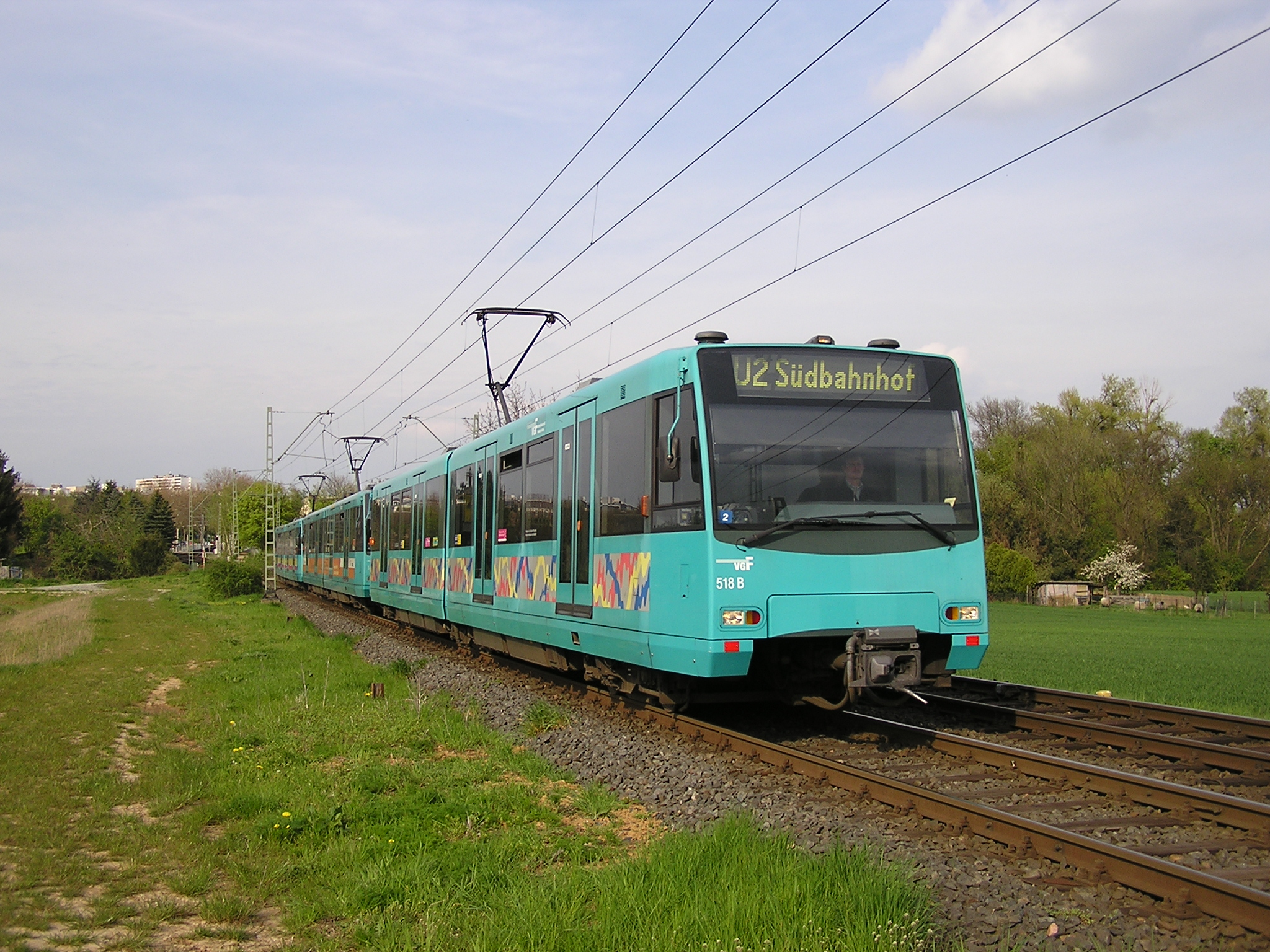
U4形

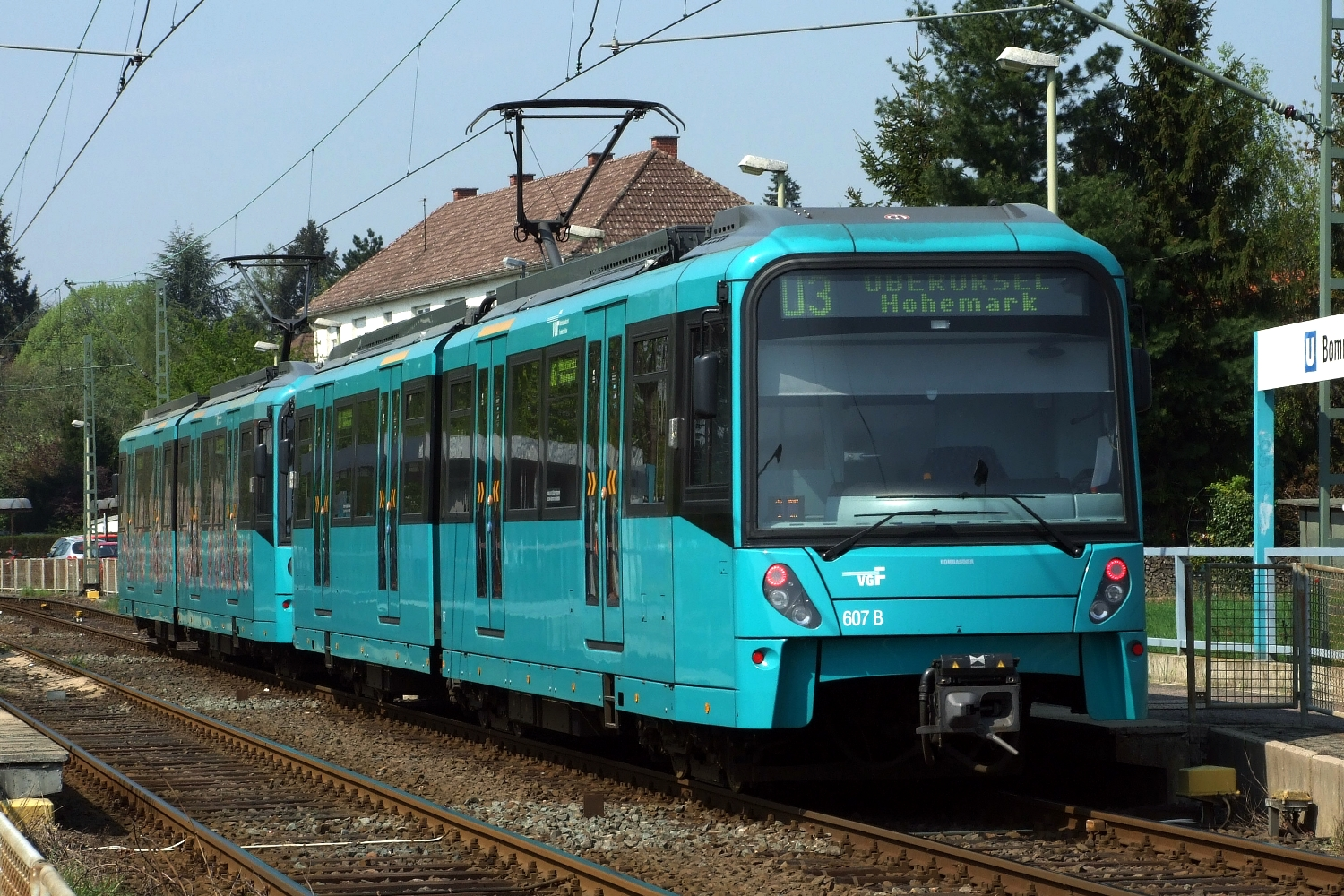
U5形

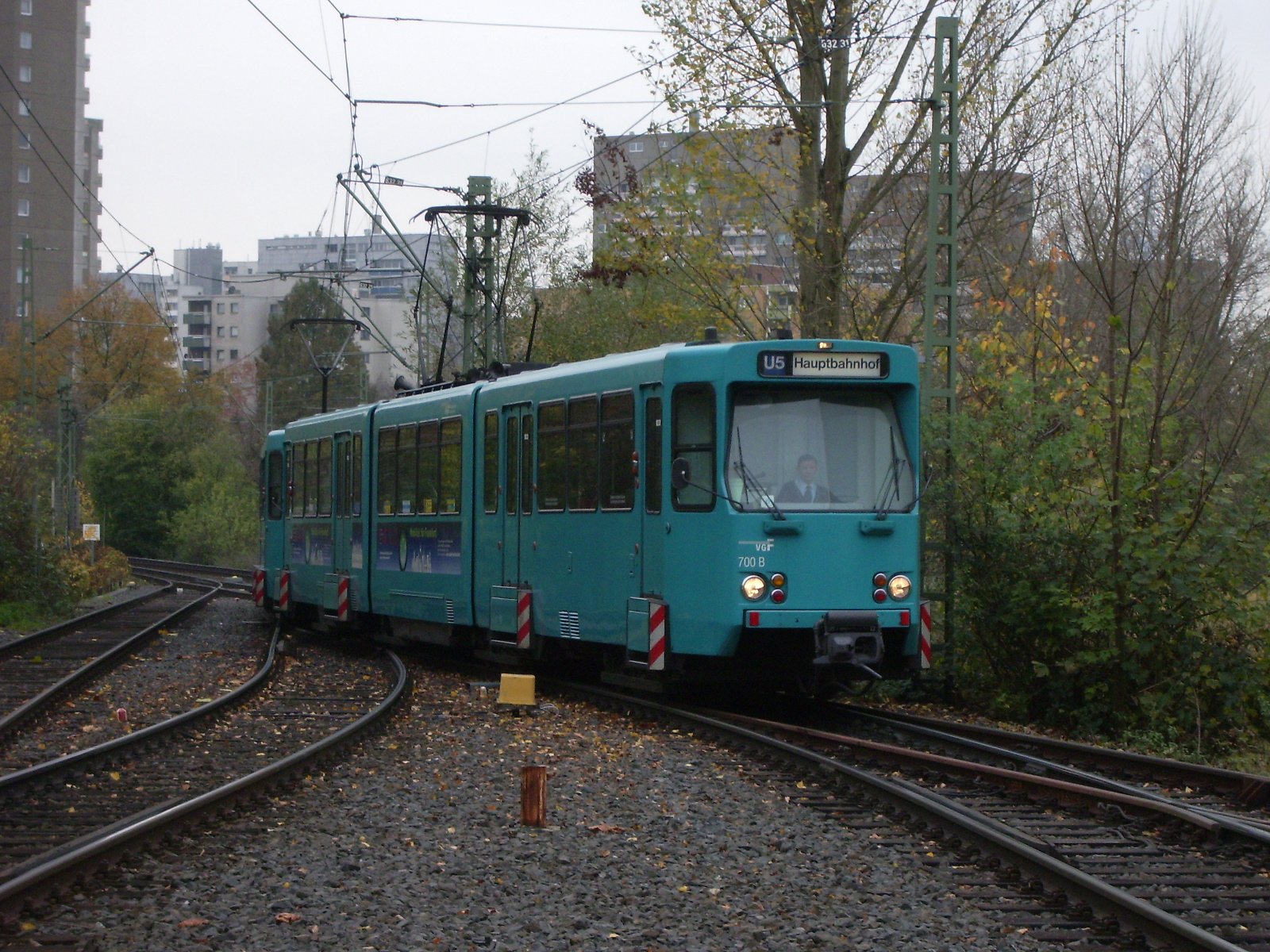
Ptb形

路面電車然とした形態が特徴だが、Ptb形を除きステップレスで、2車体連接、2,650 mmの幅広な車体が特徴である。なお、工場入場時は、いずれの車種も路面電車の線路を自力回送することがある。
U1形地下鉄車輌の試作的位置づけとして、デュワグ社で1965年に2編成が製造された。曲面ガラスを持つ3枚窓の前面が特徴。当初は1001・1002であったが、68年に301・302に改番されている。当初はかつての市電同様クリームに紫帯であったが、後にU2形同様に赤・白の塗り分けとなった。76年に使用停止、運用にいたることはなかった。1編成は復元のうえ市電博物館に保存されている。

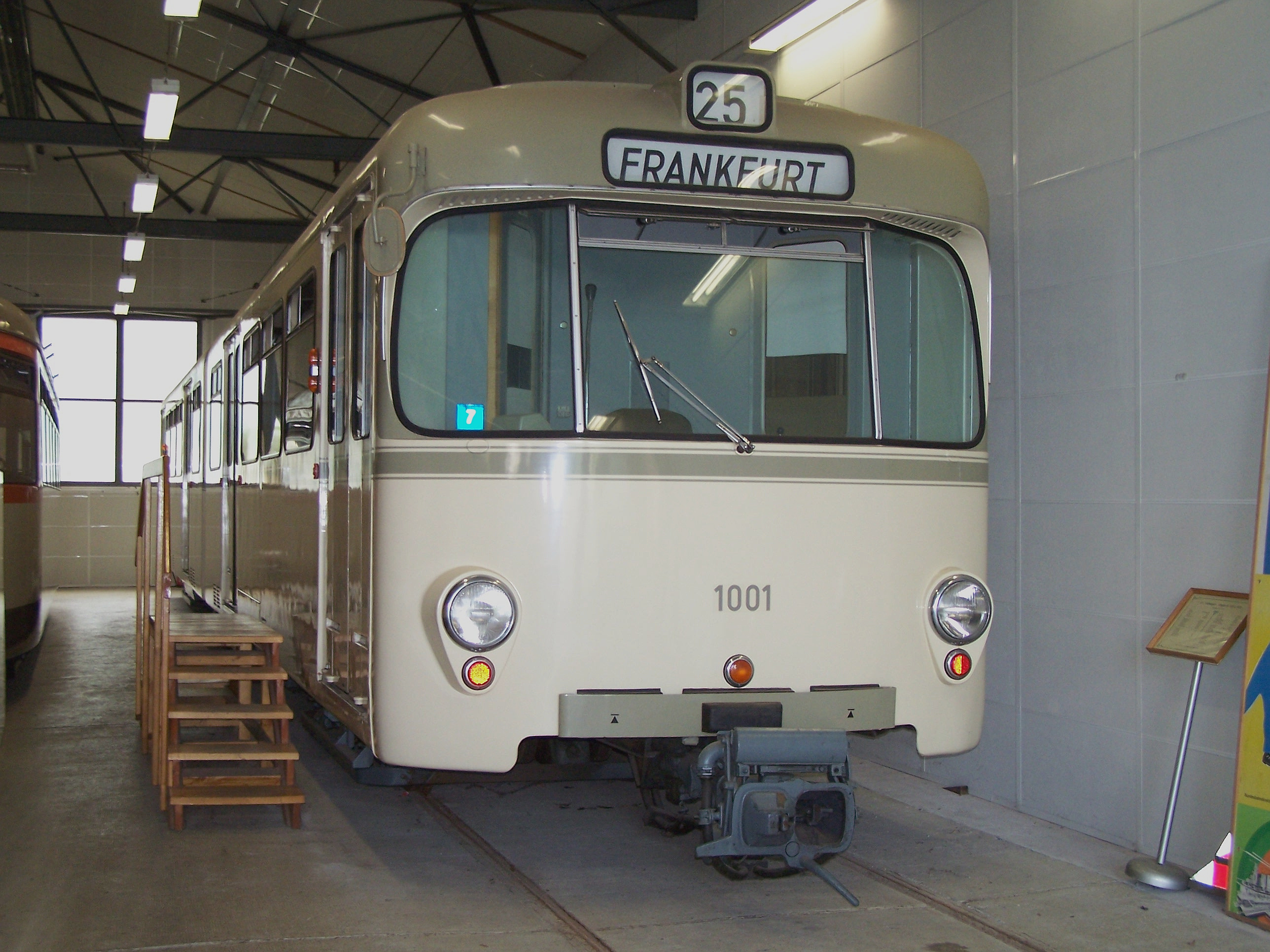
U1形

U2形1968年から85年までデュワグ社で計102編成製造された。量産形で、いまなお、U4とU7系統で使用されている。なお、U6路線でも、先行廃止されたPtb車輛による車輛不足を補うために、3車輛貸し出しされていたときがあった。2枚窓の前面が特徴で、常時2 - 4編成の連結運転である。当初は赤・白、次いで旧標準色のオレンジ・ベージュ・アイボリーとなり、現在は大半がスバルビスタブルー（ターコイズ）となっている。2012年現在、初期のワインレッドと白の復元カラーの車輛は303と304のみ、オレンジ・ベージュ・アイボリーは361号のみ、その他はすべてスバルビスタブルーのカラーとなっている。また、菱形とシングルアームパンタが混在している。現在は床面の改造などにより、U2e、U2hといった派生形式になっている。U2eは、Ebeneを意味しており、ドアの車内側に段差がないことを示す。U2hはHochを意味しており、車内側に段差があることを示している。ほぼ同一設計の電車がカナダのカルガリー、エドモントン、アメリカのサンディエゴのライトレールに存在する。フランクフルト地下鉄では2008年以降、後述のU5形が導入され、旧形車の置き換えが行われる予定であり、今後の去就が注目される。2012年11月5日には、A線でのさよなら運転が行われた。充当列車は、303と304。なお、この二両は、先述のように、登場時のカラーリングをまとっている。また、フランクフルト･市電車庫火事事件により、1970年代に、6両ほど焼失している。その6両を補うために、追加注文で、上記の車輛数となった。よって、102両がすべてそろったことはなかった。

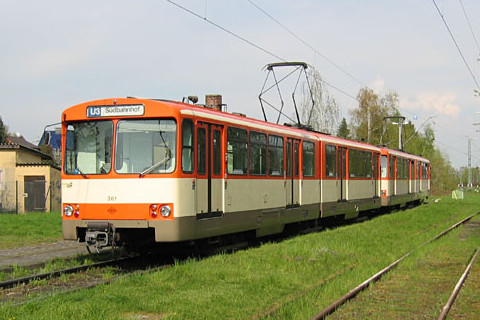
U2形(登場時)
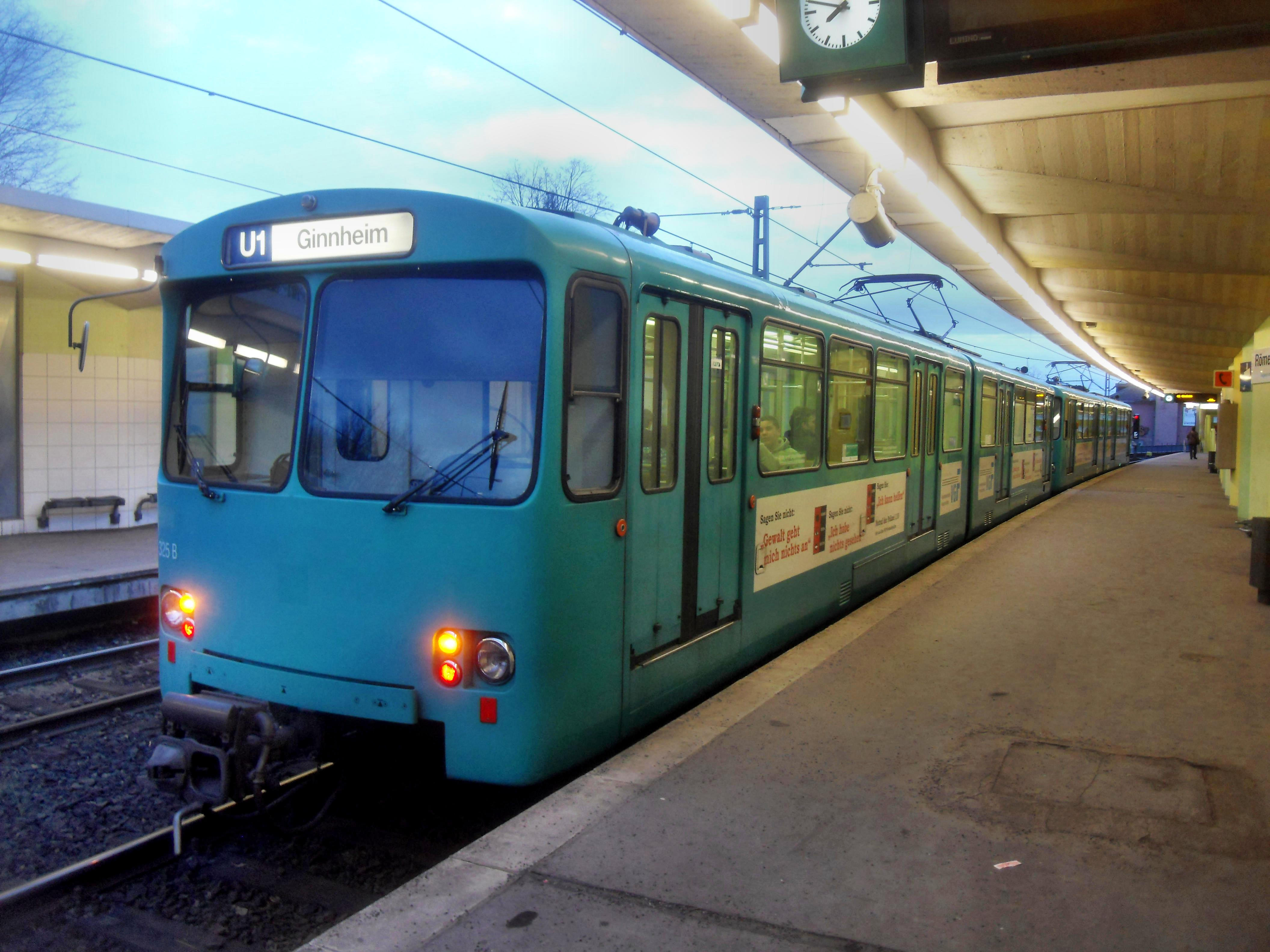
U2形(最終期の塗装)

U3形1979年から製造された。U2形と異なり、前面は大きな一枚ガラスで、前方の扉と客室窓が入れ替わっている。出力も若干アップしているが、27編成が製造されたのみ。U4系統で使用されている。かつてはオレンジ・ベージュ・アイボリーのカラーリングであったが、現在は全車がスバルビスタブルー塗装となっている。
- U3形(登場時)
- U3形(現塗装)

U4形1994年から量産されたもので、傾斜した前面、角ばった車体にプラグドアを装備しているのが特徴。インバータ制御の交流モーター車でもある。39編成存在し、U1 - U3系統で使用されている。カラーリングは当初からスバルビスタブルーのみ。現在は、U5車輛と連結して走行するために、次々と改造されている。2012年11月現在、改造された車両は次のとおり。504,510,515,520,525,529,530．また、前面デザインは、U3形を基に設計されている。
- U4形

U5形U2形置き換えを目的に、2008年から増備が始まった。ボンバルディア製の“フレキシティ・スウィフト”で、当市標準の2車体連接・高床を踏襲している。また、初の冷房車でもある。今後146編成が製造される予定であり、更にU3形の置き換えも検討されている。この形式はU5-25とU5-50の二つに分けられており、ハイフンのあとの数字がメートルを示す。つまり、U5-25は2車体連接車、U5-50は4車体連接車となっている。U5-50の場合、中央の連接部分に、仮運転台が設けられている。これは、工場に入線するときに、分割させて入線させることを可能にさせるためとなっている（実際、使われたことは、ほとんどない。連結器の掃除のときのみ、切り離されるが、運転台はその場合は使われない。）。2012年現在、U5-25は603 - 、U5-50は801 - がつけられている。今後も車両は増える模様。601と602が欠番となっている理由は、すでに廃止されているからである。理由は、製造時に、洪水による被害を受けたため、機器類がさび付いている可能性があるから。また、フランクフルトに最初に到達した車輛は、603、604号であり、601、602が到着するまでは、仮にその番号をつけていた。ただし、訂正されていたのは、車両の外側についている番号のみで、車内の番号はそのままであった。つまり、一時期外側が601、内側が603という表記が見られたという。
- U5形

Ptb形1972年から製造された3車体連接の路面電車P形を、高床・低床双方に対応可能な可動ステップ付きとし（Pt形）、更に地下鉄規格に対応するようにステップ部分を張り出させたもの。bは、Breit（幅広い）を意味しており、Ptにステップが付け足されたことを示している。58編成が存在し、2 - 3編成を連結して末端区間に併用軌道を有するU5 - U7系統で使用されている。オレンジ・ベージュ・アイボリーとターコイズグリーンの車輌が混在しているほか、パンタグラフもシングルアームと菱形の両方が存在する。ステップの張り出し部には、赤・白斜線の警戒色が施されている。
- Ptb形